# Ojstrica (wieś)
Ojstrica – wieś w Słowenii, w gminie Dravograd. W 2018 roku liczyła 93 mieszkańców.